# Romualdo Antonio Mon y Velarde
Romualdo Antonio Mon y Velarde (4 de julho de 1749 – 16 de dezembro de 1819) foi um bispo espanhol. Foi arcebispo de Tarragona e arcebispo de Sevilha de 1816 a 1819.
Romualdo nasceu no palácio de Mon, em Samartín d'Ozcos, Astúrias, filho de Fernando de Mon y Valledor e Francisca María de Velarde Prada y Cienfuegos. Romualdo e seus irmãos fora, educado em Ávila, sob a proteção de seu tio materno, bispo Romualdo de Velarde Prada y Cienfuegos. Em 1768, ingressou no colégio de San Ildefonso em Alcalá de Henares.
Mon y Velarde foi nomeado arcebispo da Arquidiocese de Tarragona em 26 de setembro em 1803. Recebeu a ordenação episcopal em 8 de abril do ano seguinte, por Agustín Ayestarán y Landa, Bispo de Córdova. Os principais co-consagradores foram Manuel Cayetano Muñoz Benavente, bispo auxiliar de Sevilha, e José Vicente Lamadrid, Bispo de Málaga.
Durante seu governo ocorreu a invasão francesa. Foi um dos prelados que se refugiou na ilha de Maiorca, de onde continuaram defendendo os princípios religiosos e políticos da monarquia. Atraiu a confiança de Fernando VII, que o indicou para a cátedra metropolitana de Sevilha, vaga devido à renúncia forçada do cardeal de Borbón y Vallábriga.
Em 23 de setembro de 1816, foi nomeado para a Arquidiocese de Sevilha, onde permaneceu até sua morte, em 1819. Foi o consagrante de Francisco Javier de Cienfuegos e Jovellanos, seu futuro sucessor e cardeal.